# Farkas (film 1916)
Farkas è un film muto del 1916 diretto da Mihály Kertész. Girato e prodotto in Ungheria, vede nel cast due nomi che diventarono famosi in patria, ma ancora di più internazionalmente, quando ambedue si trasferirono a Hollywood dove il regista Mihály Kertész
diventò il popolarissimo Michael Curtiz, mentre Mihály Várkonyi adottò il nome di Victor Varconi.

## Produzione
Il film fu prodotto in Ungheria.

## Distribuzione
Conosciuto internazionalmente con il titolo inglese The Wolf.